# Bear Creek Village
Bear Creek Village és una població dels Estats Units a l'estat de Pennsilvània. Segons el cens del 2000 tenia 284 habitants.

## Demografia
Segons el cens del 2000, Bear Creek Village tenia 284 habitants, 122 habitatges, i 81 famílies. La densitat de població era de 59,3 habitants per quilòmetre quadrat.
Dels 122 habitatges en un 23,8% hi vivien nens de menys de 18 anys, en un 63,1% hi vivien parelles casades, en un 2,5% dones solteres, i en un 32,8% no eren unitats familiars. En el 28,7% dels habitatges hi vivien persones soles el 9,8% de les quals corresponia a persones de 65 anys o més que vivien soles. El nombre mitjà de persones vivint en cada habitatge era de 2,33 i el nombre mitjà de persones que vivien en cada família era de 2,9.
Per edats la població es repartia de la següent manera: un 20,4% tenia menys de 18 anys, un 4,2% entre 18 i 24, un 20,8% entre 25 i 44, un 34,2% de 45 a 60 i un 20,4% 65 anys o més.
L'edat mediana era de 47 anys. Per cada 100 dones de 18 o més anys hi havia 98,2 homes.
La renda mediana per habitatge era de 60.000 $ i la renda mediana per família de 71.250 $. Els homes tenien una renda mediana de 53.750 $ mentre que les dones 38.125 $. La renda per capita de la població era de 33.324 $. Cap de les famílies i el 2,2% de la població estaven per davall del llindar de pobresa.

## Poblacions més properes
El següent diagrama mostra les poblacions més properes.